# Březina (Plzeň)
Březina é uma comuna checa localizada na região de Plzeň, distrito de Rokycany.